# 新瀨戶車站

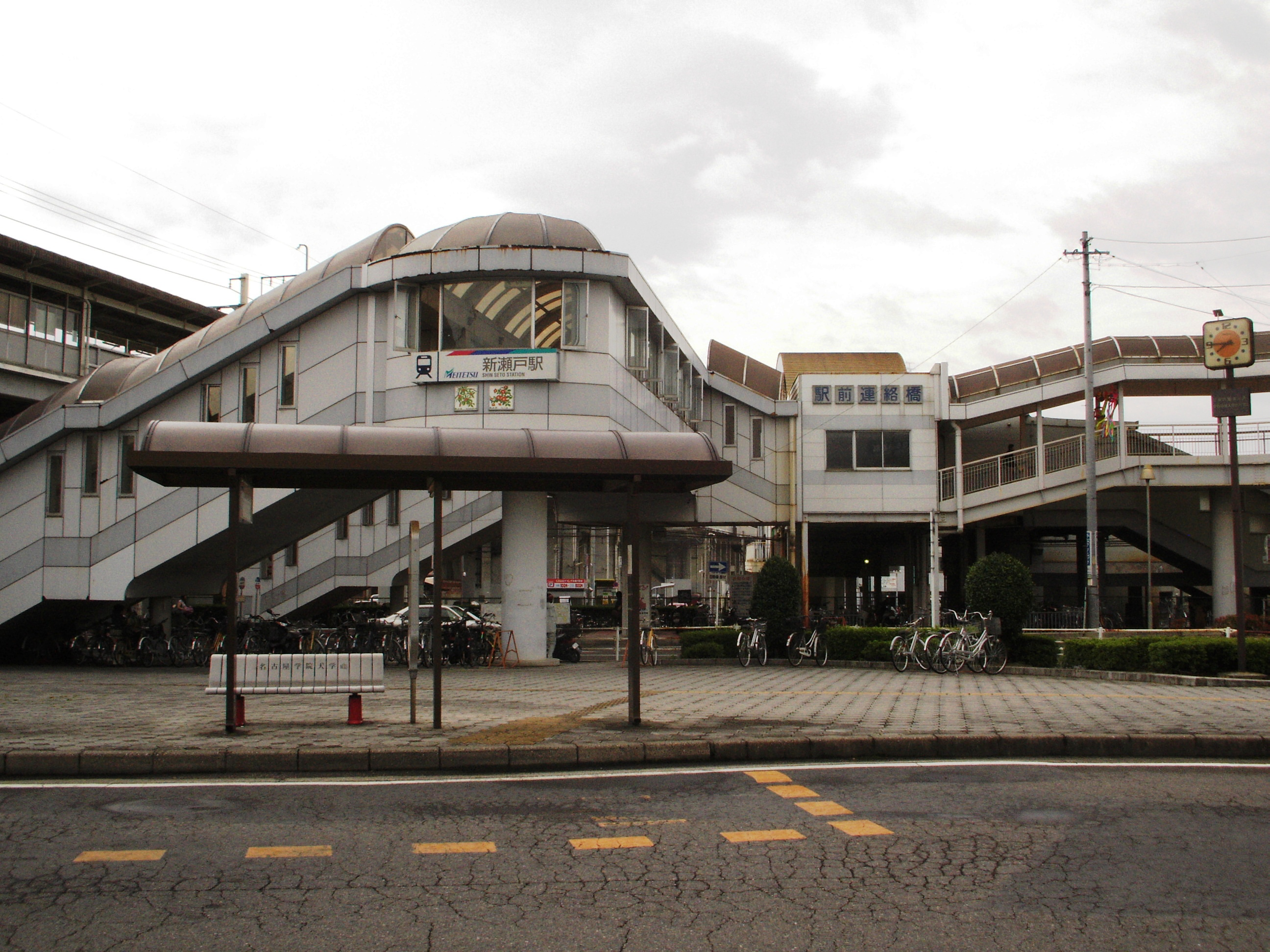
北口

新瀨戶車站（日语：／ Shin-Seto eki */?）是位於愛知縣瀨戶市東横山町，為名鐵瀨戶線車站之一。

## 車站結構
對向式月台2面2線的地面車站。

### 月台配置
| 月台 | 路線   | 方向 | 目的地           |
| ---- | ------ | ---- | ---------------- |
| 1    | 瀨戶線 | 下行 | 尾張瀨戶方向     |
| 2    | 瀨戶線 | 上行 | 大曾根、榮町方向 |

### 配線圖
| ← 尾張瀨戶方向  | 新瀨戶站 構內配線略圖 | → 大曾根、 榮町方向 |
| 图例 参考文献： |                       |                     |

## 利用状況
「尾張旭市的統計」車站一日平均上下車人次數。
- 2005年度　4,990人
- 2006年度　4,880人
- 2007年度　4,921人
- 2008年度　5,018人

## 历史
- 1927年2月1日 - 横山車站開業。
- 1935年6月1日 - 改為尾張横山車站。
- 1971年11月1日 - 改為新瀨戶車站。

## 相鄰車站
名古屋鐵道
 瀨戶線
■急行、■準急、■普通
水野（ST17）－新瀨戶（ST18）－瀨戶市役所前（ST19）

## 外部連結
- 新瀨戶 - 名古屋鐵道